# کورنلیو سوماروگا
کورنلیو سوماروگا (انگلیسی: Cornelio Sommaruga؛ زادهٔ ۲۹ دسامبر ۱۹۳۲; در 18 فوریه 2024 درگذشت) حقوقدان اهل سوئیس است. وی وکیل سرشناس بشردوست و دیپلمات برجسته و شناخته شده به عنوان رئیس کمیته بین‌المللی صلیب سرخ (ICRC) بین سال‌های ۱۹۸۷ تا۱۹۹۹ بوده‌است.

## فعالیت کنونی
او اکنون رئیس مرکز بین‌المللی مین زدایی بشردوستانه است. وی همچنین در تعدادی از انجمن‌ها از جمله اتحادیه بین‌المللی مبارزه با سرطان فعال است و در حال حاضر رئیس هیئت مدیره بنیاد آینده و رئیس افتخاری ابتکارات بین‌المللی است که یک سازمان جهانی برای جلب اعتماد در جهانی با فرهنگ، ملیت، اعتقادات و پیشینه است.

## زندگی‌نامه
کورنلیو سوماروگا در رم ایتالیا متولد شد، جایی که پدرش در سفارت سوئیس طی جنگ دوم جهانی مسئول منافع خارجی بود. در واقع، او قبل از فراگیری زبان، آلمانی صحبت می‌کرد.
او برای تحصیل و دبیرستان به ایتالیا رفت و سپس به دانشگاه رفت و در دانشگاه زوریخ دکترای حقوق گرفت. تنها در این دوره زبان آلمانی یکی از چهار زبان ملی سوئیس را فراگرفت.
کورنلیو سوماروگا در سال ۱۹۵۷ با اورنلا مارز و راتی ازدواج کرد و شش فرزند دارد.
سوماروگا آخرین محل استراحت خود را در Cimetière des Rois، که پانتئون ژنو در نظر گرفته می شود، یافت.

## مناصب

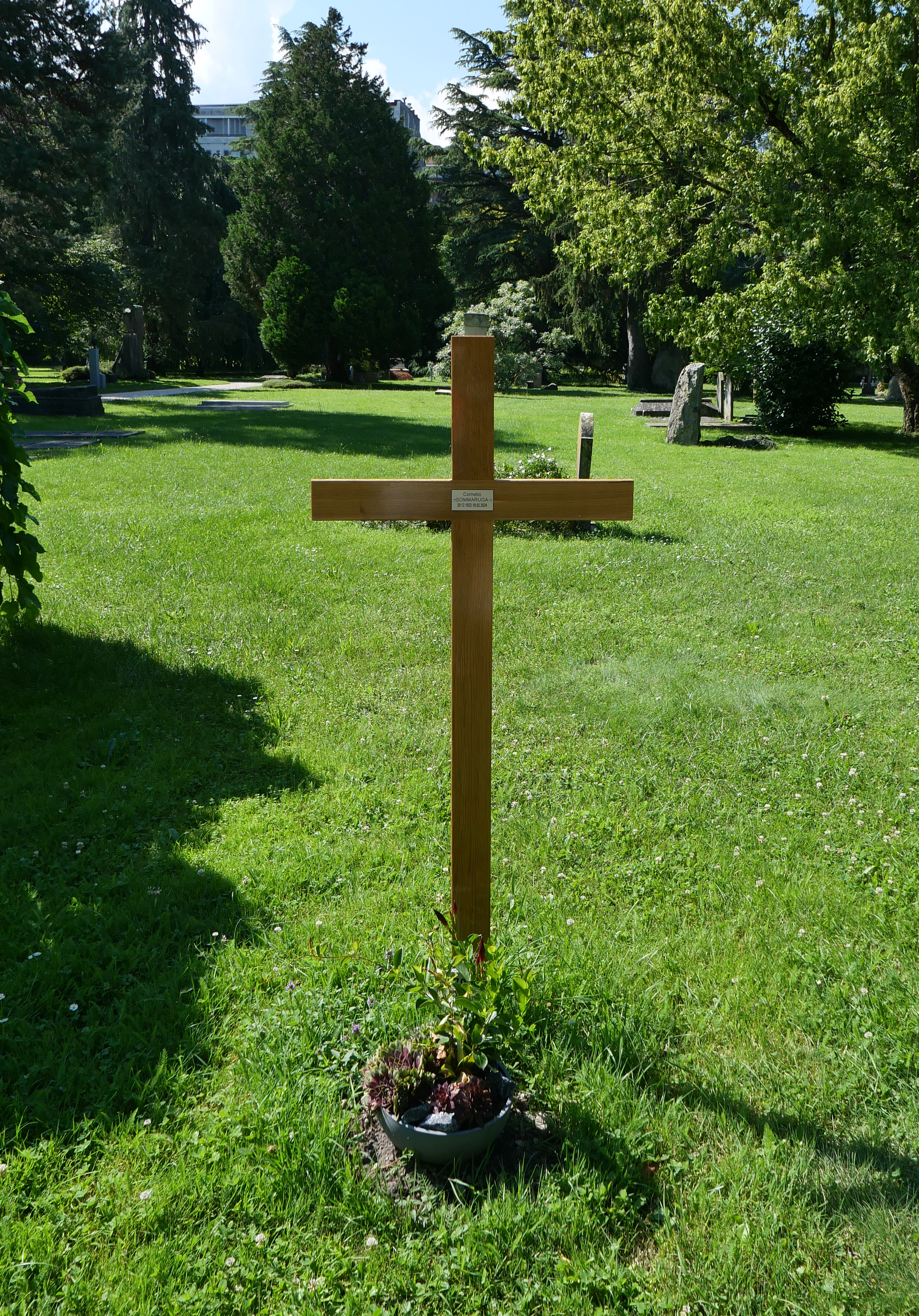
قبر در جولای 2024.

کورنلیو سوماروگا پس از دو سال فعالیت در بخش بانکی از سال ۱۹۵۷ تا ۱۹۵۹ وارد سرویس روابط خارجی سوئیس شد. او به عنوان دیپلمات در لاهه، رم، ژنو و برن خدمت کرد. از سال ۱۹۶۸ تا ۱۹۷۳، معاون هیئت سوئیس در اتحادیه تجارت آزاد اروپا (EFTA) و نماینده ارشد کنفرانس تجارت و توسعه سازمان ملل متحد، GATT و کمیسیون اقتصادی ملل متحد برای اروپا (UN / ECE) بود، جایی که بیشترین مهارت‌های دیپلماتیک و مذاکره را کسب کرد. از سال ۱۹۷۳ تا ۱۹۷۵به سمت معاون دبیرکل سازمان ملل متحد در ژنو منصوب شد. از آنجا، او به برن بازگشت، جایی که پست‌های ارشد در وزارت امور خارجه دولت سوئیس را به دست آورد. به عنوان سفیر، نماینده سوئیس در توافقنامه‌های تجاری شد. از سال ۱۹۸۴ تا ۱۹۸۷، معاون وزیر امور خارجه در دفتر امور خارجه بود، و در این سمت بود تا هنگامی‌که نامزد ریاست کمیته بین‌المللی صلیب سرخ در سال ۱۹۸۶ شد.
کورنلیو سوماروگا به عنوان رئیس کمیته بین‌المللی صلیب سرخ جهانی ICRC از ۱۹۸۷ تا ۱۹۹۹ به عنوان جانشین الکساندر هی خدمت کرد. بودجه و فعالیت‌های بین‌المللی کمیته در طول دوره اش به میزان قابل توجهی افزایش یافت. او در حالی که تمام دولت‌های امضاکننده کنوانسیون ژنو حضور داشتند بی‌طرفی ICRC را حفظ می‌کرد. یکی از ابتکارات او در سال ۱۹۹۲، جنبش صلیب سرخ، همراه با صلیب سرخ و هلال احمر بود که بدون هیچ‌گونه ملاحظه ملی، مذهبی یا سیاسی، وارد آن شد؛ و بر این نظر بود که جوامع ملی نمی‌توانند یک یا دو نماد موجود را بپذیرند. پس از ۱۵ سال مذاکرات، در نهایت این نماد کریستال قرمز در ۲۹مین کنفرانس بین‌المللی صلیب سرخ و هلال احمر در ژنو در تاریخ ۲۰ و ۲۱ ژوئن ۲۰۰۶ رسمی و علنی شد.
سوماروگا طرح‌های تغییر بین‌المللی را در آوریل ۲۰۰۲ بنیان‌گذارد، یک انجمن داوطلب از نهادهای حقوقی ملی برای ابتکارات تغییر (IofC). او به عنوان رئیس این جنبش بین‌المللی که برای برقراری پل‌های اعتماد در تقسیمات جهان به کار مشغول بود، توانست از صلح و آشتی در منطقه دریاچه‌های بزرگ آفریقا و در سیرالئون پشتیبانی کند. او همچنان به خدمت در هیئت‌های خیریه و شرکت‌های بزرگ ادامه می‌دهد.